# Jo Jo Gunne
Jo Jo Gunne is een Amerikaanse rockband, die in 1971 werd opgericht in Los Angeles.

## Bezetting
- Jay Ferguson[4] (keyboard, piano, zang, gitaar)
- Mark Andes[5] (basgitaar, zang, tot 1973 en opnieuw vanaf 1976)
- Matt Andes[6] (gitaar, zang, tot 1974 en opnieuw vanaf 1976)
- William 'Curly' Smith[7] (drums, zang, harp)

- Jimmie Randall[8] (basgitaar, zang, vanaf 1973)
- Star Donaldson[9] (gitaar, kortstondig voor Matt Andes)
- John 'LBJ' Staehely[10] (gitaar, zang, vanaf 1974)

Ferguson en Mark Andes speelden voorheen bij de rockband Spirit.

## Geschiedenis
De band tekende een platencontract bij het pas opgerichte Asylum Records. De naam van de band hadden ze ontleend aan de gelijknamige Chuck Berry-song uit 1958, die niettemin ook de doelstelling van de band onderstreepte: rechttoe rechtaan rock-'n-roll.
De eerste single Run Run Run uit het gelijknamige debuutalbum uit 1972 was gelijk ook de enige hit van de band (Amerikaanse top 30, Britse hitlijst #6). Naast deze rock/popsong met 'oorworm'kenmerken biedt hun eerste werk harde, zonder franje gespeelde West Coastrock en boogie met funk- en soulmomenten en behoort dit tot de meest overtuigende publicaties van de band. Mark Andes verliet daarna de band en werd vervangen door Jimmie Randall.
De smakeloze albumcover van de derde lp Jumpin' the Gunne was er mede verantwoordelijk voor dat de verkoopcijfers van de band drastisch terugliepen, terwijl het album zelf artistiek solide, maar ongeïnspireerde mainstreamrock zonder hoogstandjes bood.
Na Jumpin' the Gunne verliet ook Matt Andes de band en werd eerst vervangen door Star Donaldson en daarna door John Staehely, die voordien had meegespeeld op het Spirit-album Feedback. Het laatste originele album So… Where's the Show? (1974) toonde de band nogmaals in topvorm, maar kon commercieel niet meer tippen aan het eerdere succes. In 1975 werd de band uiteindelijk ontbonden.
Jay Ferguson begon een succesvolle solocarrière, die hem eind jaren 1970 met Thunder Island en Shakedown Cruise twee hitsingles opleverde. De gebroeders Andes voegden zich in 1976 bij een hernieuwde versie van Spirit. Mark Andes was vanaf het begin een vast lid van Firefall en speelde vanaf begin jaren 1980 bij Heart. Curly Smith was een succesvolle studiodrummer en speelde in de jaren 1980 bij Spirit en in de tweede helft van de jaren 1990 bij Boston.
Jo Jo Gunne werd in 2004/2005 in zijn oorspronkelijke bezetting heropgericht. Jay Ferguson, Mark en Matt Andes en Curly Smith toeren sindsdien weer samen en hebben in 2005 het nieuwe album Big Chain opgenomen.

## Discografie

### Singles
Asylum Records
- 1972: Run Run Run / Take It Easy
- 1972: Shake That Fat / I Make Love
- 1973: Ready Freddy / Wait a Lifetime
- 1973: Take Me down Easy / Rock Around the Symbol
- 1974: I Wanna Love You / Neon City
- 1974: Where Is the Show? / Where Is the Show? (mono)

### Albums
Asylum Records
- 1972: Jo Jo Gunne, Collectors' Choice Music 2003
- 1973: Bite Down Hard, Collectors' Choice Music 2003
- 1973: Jumpin' the Gunne, Collectors' Choice Music 2004
- 1974: So… Where's the Show?, Collectors' Choice Music 2004

Blue Hand Records
- 2005: Big Chain